# Stade Miguel-Grau (Callao)
Pour les articles homonymes, voir Estadio Miguel Grau.
Le stade Miguel-Grau est la plus importante enceinte de football du port péruvien de Callao. Il a été inauguré en 1996. 
Propriété de la province de Callao, le stade est le lieu de résidence des matchs à domicile de l'Academia Cantolao et du Sport Boys. Sa capacité actuelle est de 17 000 places assises.

## Histoire
Il est inauguré le 16 juin 1996 à l'occasion d'un match de championnat opposant le Sport Boys au Deportivo Pesquero (victoire 3-1 des premiers).

## Événements
- Copa Libertadores 2001
- Copa Libertadores 2011
- Copa Sudamericana 2011
- Copa Libertadores 2013
- Copa Sudamericana 2018